# Hombre Halcón
El Hombre Halcón (Inglés Hawkman) es el nombre de varios superhéroes alienígenas de DC Comics que comparten características comunes como el uso de armas antiguas y de alas artificiales. De estos personajes hay dos que se destacan sobre los demás, Carter Hall y Katar Hol.

## Carter Hall
Carter Hall, el primer personaje que llevó el nombre de Hombre Halcón, fue creado por Gardner Fox y Dennis Neville y apareció por primera vez en Flash Comics N.º 1 (enero de 1940) y en Silver Age en The Flash vol. 1 #137 (julio 1963).
En el antiguo Egipto el Príncipe Khufu vivía en constante conflicto con el sacerdote Hath-Set hasta que este lo capturó y mató al igual que a su consorte Chay-Ara, ofreciéndolos como sacrificio al dios Anubis. Khufu mientras moría le juró a Hath-Seth que volvería un día y lo mataría. En esta forma los tres personajes quedaron condenados a reencarnar a lo largo de la historia, Khufu y Chay-Ara siempre se encontrarían y enamorarían y Hath-Set siempre los mataría.
En su actual encarnación nació como Carter Hall a mediados de 1910. Es arqueólogo y vive en Nueva York.
Está casado con Shiera Sanders Hall (Hawkgirl), Padre de Hector Sanders Hall (Silver Scarab/Sandman III) y Padrino de Norda of Feithera (Northwind). Utiliza un par de alas integradas por un material alternativamente llamado Nth Metal o Ninth Metal. Esta sustancia desafía gravedad, permitiendo a su portador la energía del vuelo. Hawkman es también experto en el uso de una variedad de armas antiguas, que él prefiere en combate. Sin su armadura Hawkman es un hombre mortal y se puede matar o dañar como tal. Es miembro fundador de la JSA.
No se sabe nada de su vida hasta que, ya adulto, recibió como regalo de James, un arqueólogo, una daga con una lámina cristalina que al ser tocada por Carter lo hace entrar en trance y en ese estado vio la vida del joven Khufu y de Khufuhis como en los días del antiguo Egipto. Al despertar Carter se sentía extraño y se puso a vagar la ciudad hasta que al pasar frente a una entrada del subterráneo escuchó gritos. Mientras se puso a investigar, Carter vio una mujer joven, la reencarnación de Shiera, su amor perdido. Los dos comprobaron que los túneles del subterráneo habían sido invadidos con millares de voltios de electricidad que mataron a muchos de los pasajeros. Carter resolvió investigar la causa del desastre y llevó Shiera su casa. Allí se puso una máscara de halcón y las alas hechas del Nth metal, un descubrimiento que había realizado él mismo. Luego rastreó la fuente de la electricidad hasta el laboratorio del Dr. Anton Hastor, la reencarnación del sacerdote Hath-Seth, y destruyó el laboratorio, pero Hastor se escapó.
Para ejecutar la venganza que había jurado llevar a cabo contra Hawkman, Hastor utilizó un hechizo antiguo para colocar a la mente de Shiera en un trance profundo y engañarla. Cuando Hawkman volvió a su estado normal comprobó que Shiera había desaparecido y que en el lugar se percibía el olor del producto tóxico que Hastor había utilizado. Tomando una capucha del Nth metal para Shiera, Carter volvió al lugar donde estaba Hastor y lo encontró preparándose para sacrificar a Shiera en el altar de Anubis. Rápidamente echó la capucha protectora sobre Shiera y a continuación hirió de muerte a Hastor mientras que el castillo se incendiaba y lo que allí había quedaba destruido. Hawkman se llevó a Shiera, que seguía inconsciente, y dejó a Hastor que probablemente moriría entre las llamas.

## Katar Hol
El segundo Hombre Halcón fue un policía de su planeta Thanagar que junto a su esposa Shayera Thal fue enviado a la Tierra a perseguir a Byth, un criminal que podía cambiar de forma, y al terminar su misión eligieron quedarse en la Tierra tomando los nombres de El Hombre y la Mujer Halcón.
Tras los eventos de la Crisis en Tierras Infinitas la historia de Katar Hol fue reescrita; en esta ocasión él fue un joven policía que se rebeló contra el opresivo sistema de su planeta natal por lo que fue exiliado. Al lograr atrapar a Byth, un policía renegado, fue reinstalado en la fuerza policíaca y ahí conoció a Shayera Thal, su nueva compañera tras lo cual viajaron a la Tierra.
Katar Hol murió tras los eventos de la Hora Cero.

## Poderes y Habilidades
Hawkman o Carter Hall es considerado uno de los mejores personajes en el manejo de la aviación, su principal habilidad es el de volar y sus habilidades de Halcón. Hawkman obtienen sus habilidades especiales de varios artilugios forjados por metal Nth. Este metal, que posee misteriosas propiedades para distorsinar campos energéticos, puede proporcionar a su usuario de una mayor fuerza y resistencia, un factor de curación mayor que una persona normal o un sentido de la vista más agudo. También le permiten a Carter desafiar la ley de la gravedad y gracias a sus alas especiales puede llegar a volar a velocidades cercanas a los 300 km/h.
Una de las habilidades más desconocidas de Hawkman es su capacidad para reencarnarse. Gracias a esta habilidad y de muchas vidas vividas, Carter es un brillante estratega, un fiero guerrero y un gran líder. Es capaz de recordar todas las experiencias de sus vidas pasadas, convirtiéndolo en un experto en el manejo de cualquier tipo de arma y combate cuerpo a cuerpo. Al mismo tiempo, es extremadamente inteligente y se le considera un erudito en todo lo relacionado con la historia y la arqueología. También es capaz de hablar varios idiomas.

## Continuación de New 52
En esta continuidad Katar Hol es el nuevo Hawkman asumiendo así la identidad de "Carter Hall", posteriormente se une a la Liga de la Justicia de América.
Fallece al sacrificarse para asesinar a Despero en "Death of Hawkman #6".
Posteriormente en Dark Knights Metal aparece el verdadero Carter Hall y se revela que es el dragón de Barbatos luego de que este primero cayera en la oscuridad.

## Apariciones en otros medios
El Hombre Halcón ha participado en la serie de televisión de Hanna-Barbera, los Súper Amigos, en la cual tenía uno de los papeles principales, después de Superman, la Mujer Maravilla y Batman.
En la serie de Liga de la Justicia y Liga de la Justicia Ilimitada han aparecido ambos personajes. En la última temporada de la Liga de la Justicia Ilimitada en especial aparece el Hombre Halcón original (Carter Hall).
En la serie Smallville aparece como Carter Hall, interpretado por Michael Shanks, en los capítulos de la novena temporada llamados Society y Legend, así como en la décima temporada en el 2° capítulo Shield y luego en el capítulo 11° Icarus donde al final es asesinado por Deathstroke. Su cuerpo es llevado por la Liga de la Justicia a Egipto donde es enterrado junto a su esposa Hawkgirl en sus respectivas tumbas en las pirámides.
Aparece en el episodio 8 de la segunda temporada de The Flash como Carter Hall, interpretado por Falk Hentschel para ayudar a Chay-Ara a recordar su pasado.
Más recientemente aparece en el episodio 1 junto a Chay-Ara en la serie DC Legends of Tomorrow (serie de televisión del 2016) como Carter Hall para a ayudar a Rip Hunter a vencer a Vandal Savage y termina muriendo en el episodio 2. Y rencarnando en uno de los últimos episodios de la primera temporada de la serie, el y Hawkgirl se separan de las Leyendas y continúan su vida en el presente como superhéroes en la ciudad St. Roch.

## Otras versiones

### Amalgam Comics
Hombre Halcón se fusiona con Arcángel de Marvel Comics para conformar a AngelHawk de la JLAvengers.

## Curiosidades
- Arcángel y Falcon de Marvel Comics son la contrapartida del personaje de DC.

- Datos: Q2359610